# I. e. 126
Évszázadok: i. e. 3. század – i. e. 2. század – i. e. 1. század
Évtizedek: i. e. 170-es évek – i. e. 160-as évek – i. e. 150-es évek – i. e. 140-es évek – i. e. 130-as évek – i. e. 120-as évek – i. e. 110-es évek – i. e. 100-as évek – i. e. 90-es évek – i. e. 80-as évek – i. e. 70-es évek
Évek: i. e. 131 – i. e. 130 – i. e. 129 – i. e. 128 –  i. e. 127 – i. e. 126 – i. e. 125 – i. e. 124 – i. e. 123 – i. e. 122 – i. e. 121

## Események

### Róma
- Marcus Aemilius Lepidust és Lucius Aurelius Orestest választják consulnak.
- Marcus Iunius Pennus néptribunus elfogadtatja a törvényt, amely megtiltja nem római polgárok letelepedését római városokban.
- Caius Gracchus Szardínián lesz quaestor. A hideg tél miatt segítséget kér a városoktól a helyőrségek számára, amit a szenátus rosszallással fogad, mert attól tart, hogy csak a népszerűséget hajhássza.

### Hellenisztikus birodalmak
- II. Démétriosz szeleukida király Damaszkusz mellett vereséget szenved a trónkövetelő II. Alexandrosztól.
- Türosz kikiáltja függetlenségét a Szeleukida Birodalomtól.

### Kelet-Ázsia
- Meghal Csüncsen, a hsziugnuk királya. Utóda fivére, Jicsihszie. A fogságban tartott kínai diplomata, Csang Csien kihasználja az uralkodóváltás miatti zűrzavart és megszökik. Eredetileg százfős közép-ázsiai expedíciójából csak ketten térnek haza. Csang Csien beszámol a császárnak a közép-ázsiai népekről és államokról, többek között megemlíti a pártusokat és Indiát. Üzbegisztánból szőlőt visz Kínába, de a növényt a kínaiak csak gyógyászati célra használják.

## Fordítás
- Ez a szócikk részben vagy egészben  a(z)   126 av. J.-C. című francia Wikipédia-szócikk ezen változatának fordításán alapul.  Az eredeti cikk szerkesztőit annak laptörténete sorolja fel. Ez a jelzés csupán a megfogalmazás eredetét és a szerzői jogokat jelzi, nem szolgál a cikkben szereplő információk forrásmegjelöléseként.